# Cercus

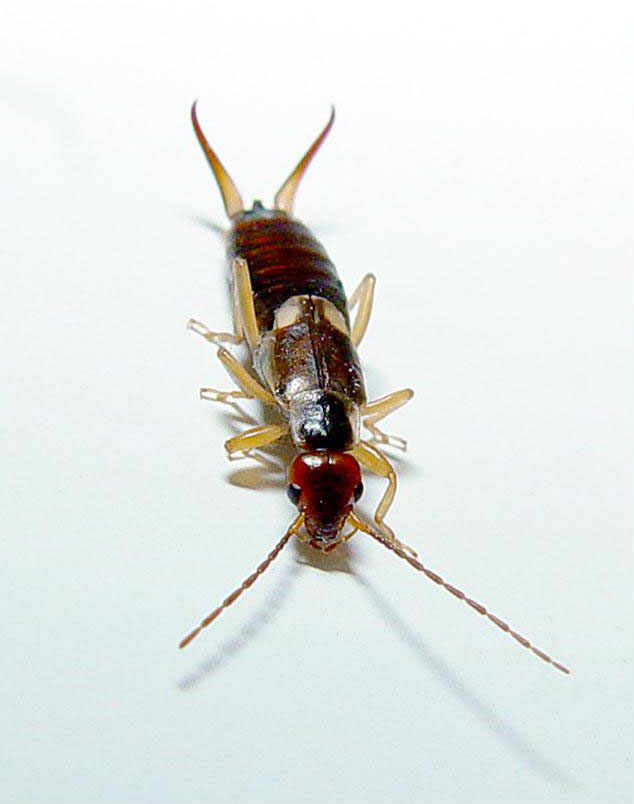
Cercus của 1 loài sâu tai (trên cùng)

Cerci (số ít: Cercus) là 1 phần phụ dạng đôi trên phần phía sau của nhiều loài động vật chân khớp, bao gồm cả côn trùng và các loài Symphyla. Nhiều dạng cercus đóng vai trò như cơ quan cảm giác (như dế), nhưng một số lại dùng như vũ khí kẹp chặt hoặc cơ quan giao phối . Ở nhiều loài côn trùng, chúng có thể đơn giản là bộ phận di tích không có chức năng.
Ở các động vật chân đốt, chẳng hạn như cá bạc , cercus được hình thành từ đoạn bụng thứ mười một. Khi phân đoạn mười một bị giảm hoặc không có ở phần lớn các động vật chân đốt, trong những trường hợp như vậy, cercus xuất hiện từ phân đoạn bụng thứ mười. Không rõ rằng các cấu trúc khác được đặt tên như vậy là do tương đồng. Trong Symphyla , chúng được kết hợp với những cái gai.

## Hình thái và chức năng
Hầu hết các cercus được phân đoạn và nối, hoặc dạng sợi, nhưng một số có các dạng rất khác nhau. Bộ Bilanura , đặc biệt là chi Japyx , có đuôi to và mập mạp (giống như cái gọng kìm) mà chúng sử dụng để bắt con mồi.
Dermaptera,hay còn gọi là sâu tai, được biết đến nhiều với đuôi mà hầu hết chúng đều mang, mặc dù các loài trong tiểu phân Arixeniina và Hemimerina thì không. Không rõ có bao nhiêu loài Dermaptera sử dụng cercus của mình để phòng vệ, nhưng một số chắc chắn ăn con mồi bị bắt bằng cercus, giống như Japygidae.

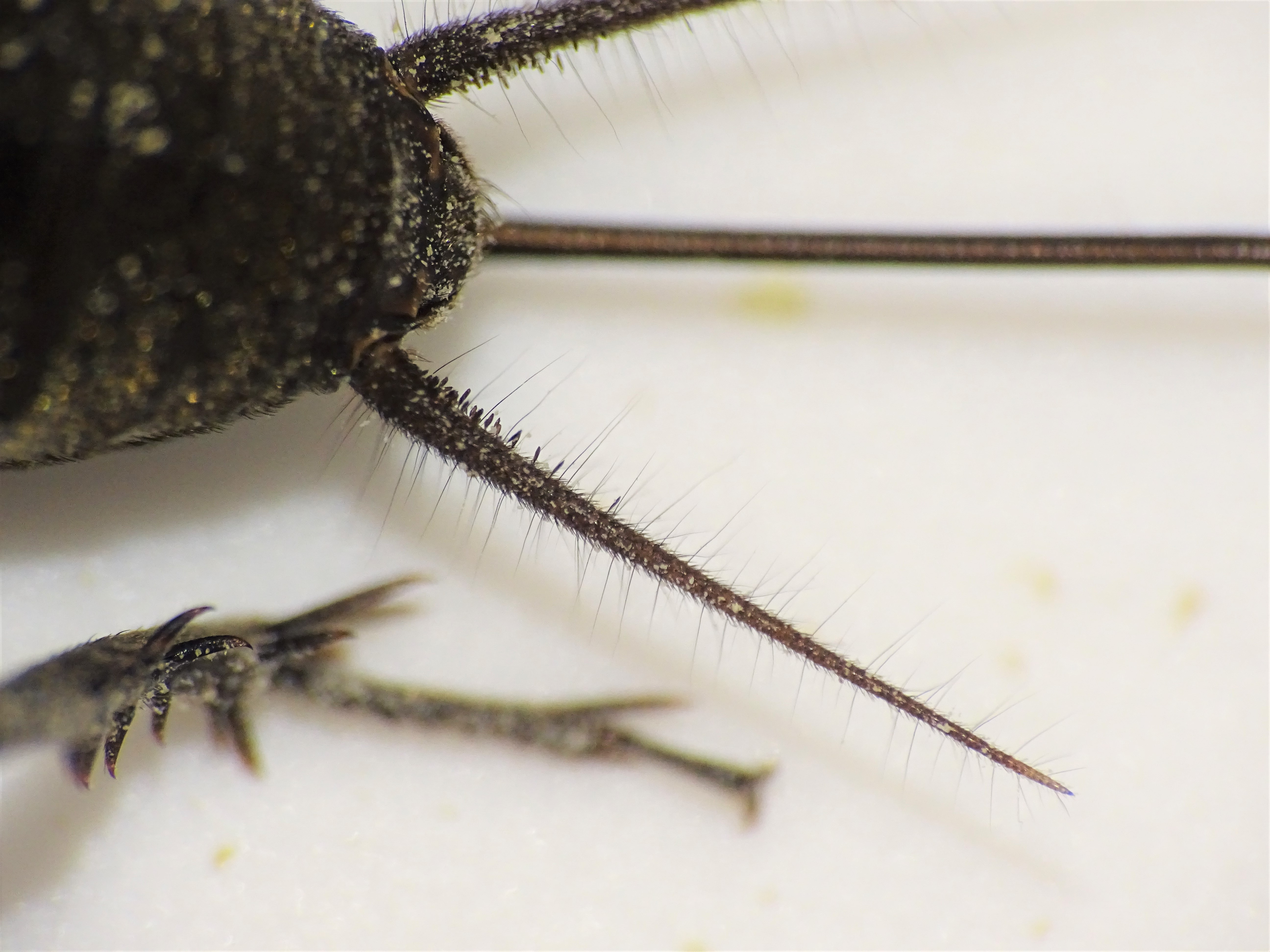
Cercus của con cái loài Gryllus pennsylvanicus

Dế có cercus đặc biệt dài trong khi các loài côn trùng khác có cercus quá nhỏ nên không thể nhận ra. Tuy nhiên, không phải lúc nào cũng hiển nhiên rằng các cercus nhỏ không có chức năng; chúng rất giàu tế bào cảm giác và có thể có tầm quan trọng trong việc giao phối và đẻ trứng .
Trong các nhóm như dế và gián , cercus đóng vai trò cảm quan quan trọng. Chúng đã được chứng minh là nhạy cảm với luồng không khí và rung động tần số thấp, và do đó kích hoạt các phản ứng chống săn mồi như chạy trốn để đối phó với một số loài săn mồi nhất định (chẳng hạn như bọ ngựa). Trong họ dế mèn , phạm vi phát hiện tần số của cercus trải dài từ âm thanh hạ âm đến gần 1 kHz. Điều đáng chú ý là ở loài dế, âm thanh có tần số cao hơn như tiếng kêu và tiếng dơi siêu âm được thu nhận bởi một cơ quan màng não riêng biệt, nằm ở cẳng chân trước của chúng, không phải cercus.
Một số côn trùng như phù du, cá bạc và cá lông có sợi đuôi thứ ba ở giữa kéo dài từ đầu bụng . Đây được gọi là ống sinh sản và không được coi là cercus. [2]
Rầy mềm có lớp vỏ dạng ống hoặc dạng siphunculi đôi khi bị nhầm với cercus nhưng không liên quan đến hình thái học với cercus.

## Hình ảnh

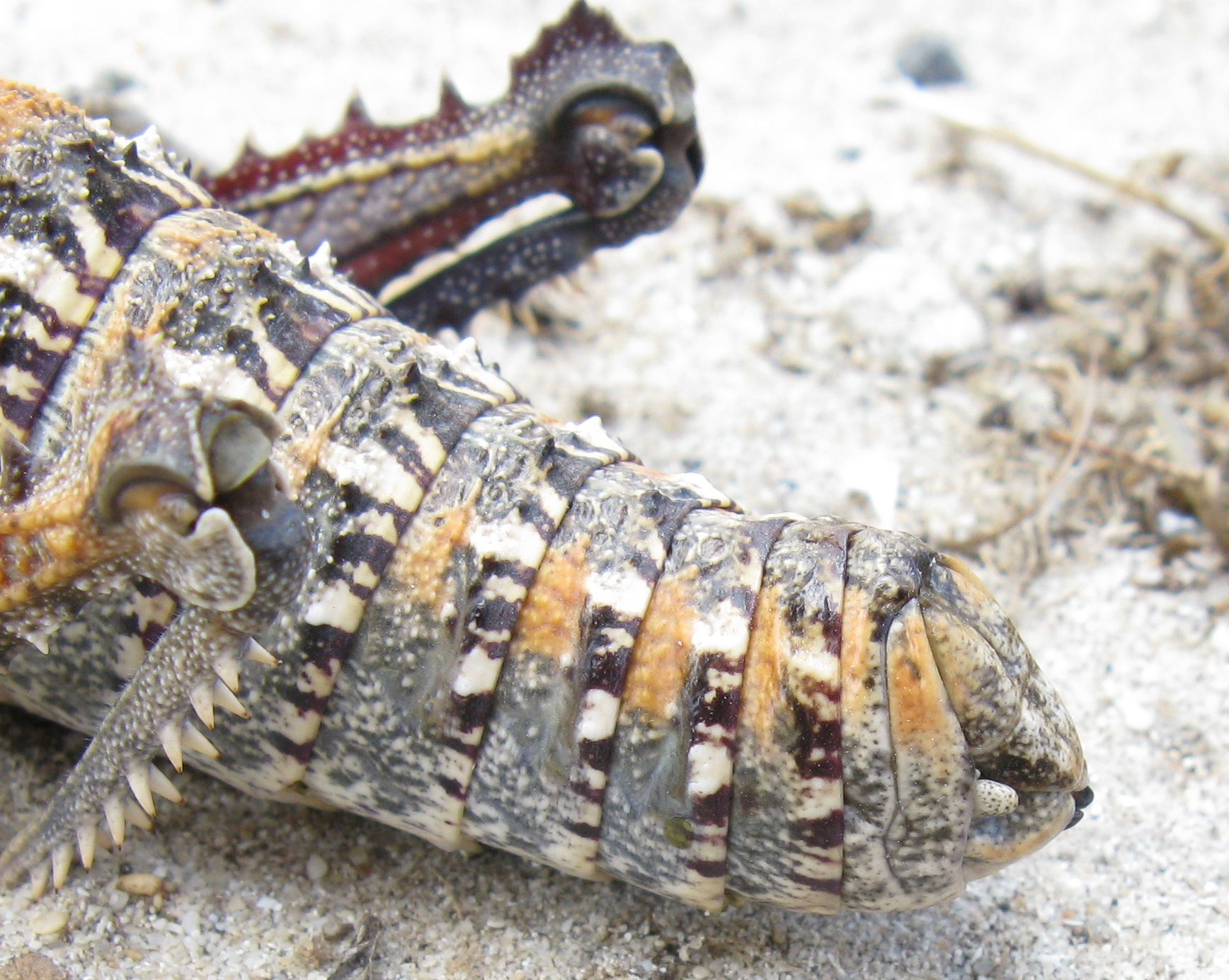
Gân ngắn trên bụng của một loài châu chấu Pamphagidae
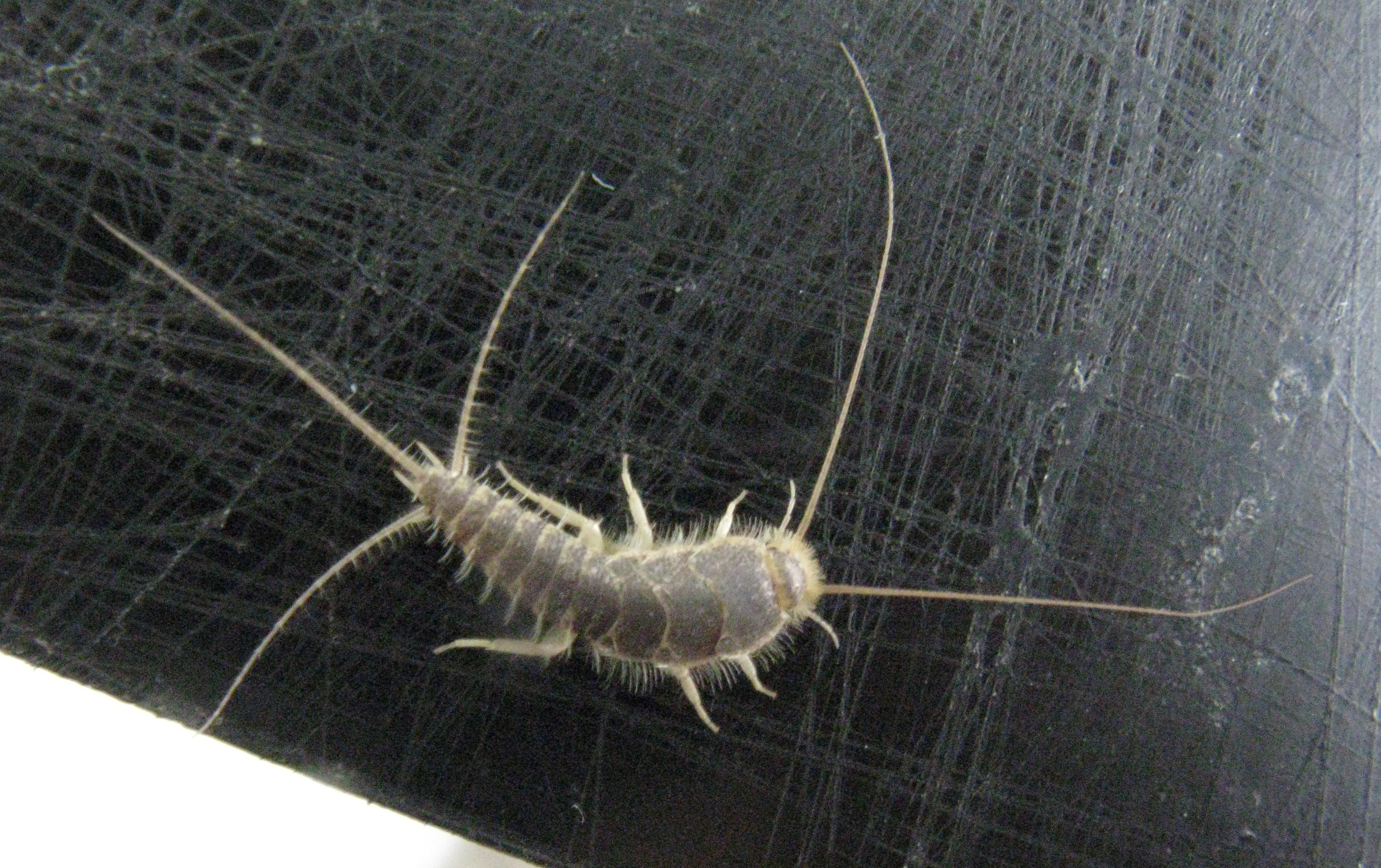
Cercú cảm giác trên Ctenolepisma, bao quanh phần phụ cerciform
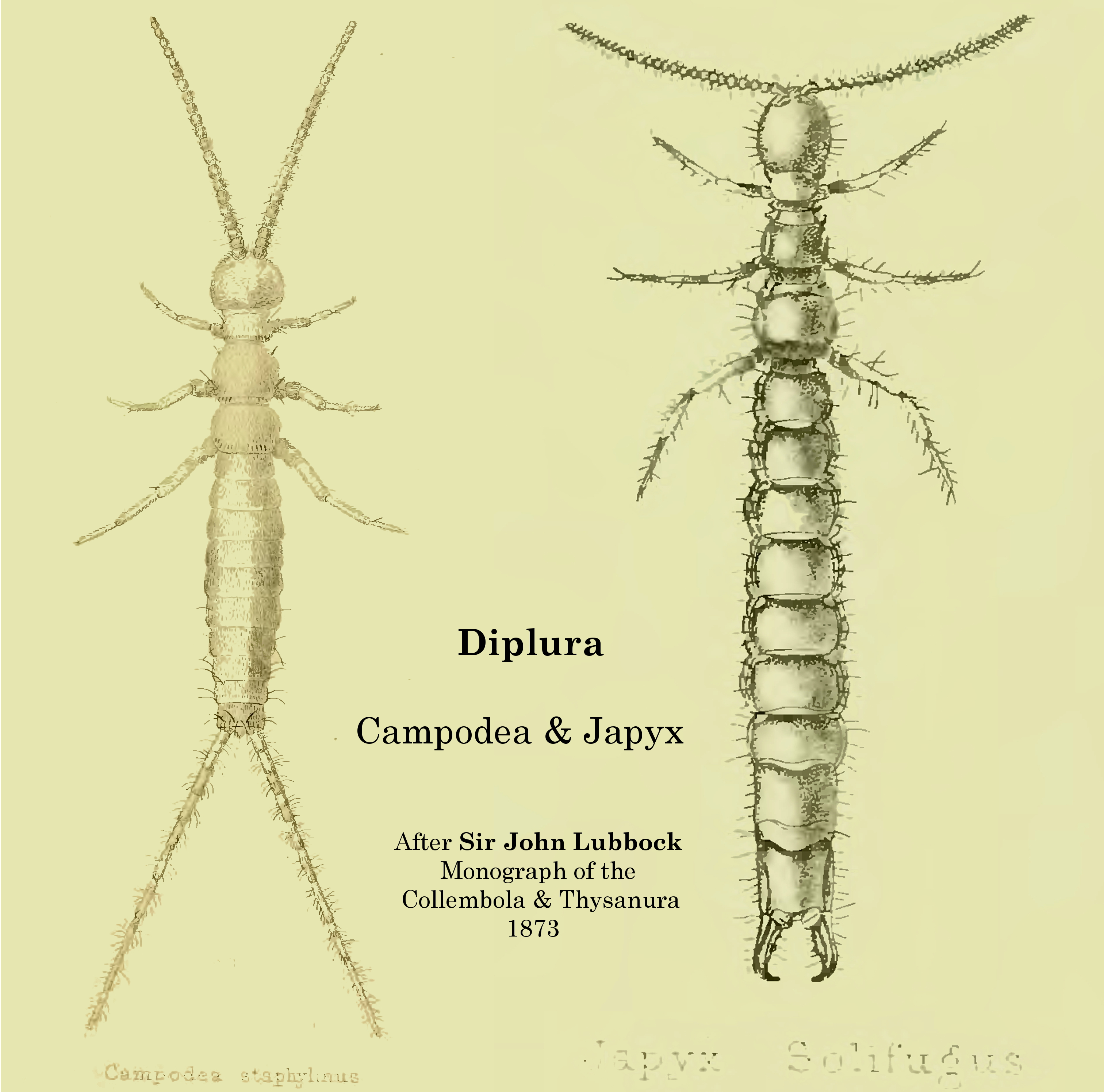
Hai dạng của Cercus, minh họa cercus với chức năng tuyến cảm giác, tương phản với các dạng cercus của sâu tai được sử dụng trong săn mồi